# Bjesnoća
Bjesnoća ili bjesnilo (lat. rabies, Lyssa) je akutna bolest središnjeg živčanog sustava sisavaca uzrokovana neurotropnim virusom koji se može naći u slini zaraženih životinja. Od bjesnoće najčešće obolijevaju psi, vukovi, mačke i lisice, ali i šišmiši. Budući da se uzročnik bjesnoće nalazi u slini zaražene životinje, zaraza se lako širi ugrizima zaraženih životinja. Bjesnoću također može dobiti i čovjek.
Znatno rjeđe, usred ujeda bijesnih pasa ili vukova, obolijeva i krupna stoka koja uključuje konje, svinje i koze, no ta se pojava najčešće događa u Indiji i u Južnoj Americi. One međusobno gotovo nikad ne prenose bjesnoću. Prenošenje bjesnoće s oboljelog čovjeka na zdravog čovjeka je vrlo rijetko, no, među ljudima se sve rjeđe sreće bjesnoća.
Bjesnoća se javlja u dva različita oblika, oba objašnjiva činjenicom da virus napada živčani sustav. Javlja se u vidu jednog jako razdraženog stanja, po kojem bolest i dobila ime. Oba oblika se javljaju više-manje kod svih životinja koje imaju bjesnoću.
Prvi znaci bjesnoće kod čovjeka javljaju se nakon što je rana nakon ugriza sisavca zarasla, a inkubacija traje od oko nekoliko dana do nekoliko mjeseci. Ako je rana bila na licu, znaci bjesnoće mogu se javiti već 14. dana poslije ugriza, ali ako su rane na prstima noge, do pojave prvih znakova bjesnoće može proći i dva mjeseca, a za to vrijeme rana zaraste. Ponekad se oko ožiljka javljaju bolovi, mravljenje ili peckanje, ali sama rana je neosjetljiva.
U cilju prorjeđivanja bjesnoće provodi se zaštitno cijepljenje pasa i mačaka.

## Vanjske poveznice
- http://www.medicina.hr/clanci/Bjesnoca.htm  Arhivirana inačica izvorne stranice od 3. studenoga 2005. (Wayback Machine)